# Soldat und Technik
Soldat und Technik ist eine Online-Informationsplattform und mit dem Wehrtechnischen Report Soldat & Technik ein jährlich erscheinendes Druckerzeugnis.

## Geschichte
Die monatlich erscheinende militärische Fachzeitschrift Soldat und Technik – Strategie und Technik, Sicherheit erschien zunächst monatlich von 1958 bis 2004 und wurde anfangs vom Umschau-Verlag in Frankfurt am Main und später vom Report-Verlag Frankfurt am Main in Zusammenarbeit mit dem Bundesministerium der Verteidigung (BMVg) herausgegeben. Die Zeitschrift wurde 2005 eingestellt. Ab diesem Zeitpunkt gab das Bundesministerium der Verteidigung allein die Zeitschrift Strategie & Technik heraus, welche 2012 im Magazin Europäische Sicherheit & Technik aufging. 
Der Report-Verlag Frankfurt am Main ging 2011 im Mittler Report Verlag in Bonn auf, der Soldat und Technik fortführte. Seit 2018 wird die Soldat und Technik als eine „deutschsprachige, themenbezogen international ausgerichtete Online-Informationsplattform rund um Themen des infanteristischen Einsatzes“ fortgeführt. Neben der Online-Informationsplattform erscheint seit 2019 in Zusammenarbeit mit dem Förderkreis Deutsches Heer der jährliche Wehrtechnische Report Soldat & Technik. Die Autoren kommen aus den Streitkräften, den Ämtern, der Industrie sowie der Fachpresse.